# Nationalsozialistisches Fliegerkorps

Galhardete da NSFK

Nationalsozialistisches Fliegerkorps (NSFK) (em português: Corpo de Voo Nacional Socialista) foi uma organização paramilitar do Partido Nacional Socialista alemão, fundada a 15 de Abril de 1937, sendo a sucessora da Deutscher Luftsportverband.
Uma organização baseada no sistema das SA, mantinha também um sistema paramilitar de postos. Durante os primeiros anos, a NSFK conduziu treinos e instrução de voo em planadores e pequenos aviões. Quando a Luftwaffe foi fundada, muitos membros da NSFK foram transferidos para a nova força aérea. O General der Flieger Friedrich Christiansen foi o Korpsführer de 15 de Abril de 1937 até 26 de Junho de 1943, sendo seguido pelo Generaloberst Alfred Keller até 8 de Maio de 1945.

## Grupos
O NSFK continuou a existir depois de a Luftwaffe ser fundada, porém numa escala muito menor. Em 1942, era composta pelos seguintes grupos:
- Gruppe 1: Ostland (Königsberg)
- Gruppe 2: Nord (Stettin)
- Gruppe 3: Nordwest (Hamburg)
- Gruppe 4: Berlin-Brandenburg (Berlin)
- Gruppe 5: Wartheland (Posen)
- Gruppe 6: Schlesien (Breslau)
- Gruppe 7: Elbe-Saale (Dresden)
- Gruppe 8: Mitte (Eschwege)
- Gruppe 9: Weser-Elbe (Hannover)
- Gruppe 10: Westfalen (Dortmund)
- Gruppe 11: Hessen-Westmark (Frankfurt/Main)
- Gruppe 12: Niederrhein (Essen)
- Gruppe 13: Main-Donau (Nürnberg)
- Gruppe 14: Hochland (München)
- Gruppe 15: Schwaben (Stuttgart)
- Gruppe 16: Südwest (Strassburg)
- Gruppe 17: Ostmark (Wien)

Durante a Segunda Guerra Mundial, a NSFK prestou serviço operacional, operando sistemas de defesa antiaérea.